# Heteronarce mollis
Heteronarce mollis är en rockeart som först beskrevs av Lloyd 1907.  Heteronarce mollis ingår i släktet Heteronarce och familjen Narkidae. IUCN kategoriserar arten globalt som otillräckligt studerad. Inga underarter finns listade i Catalogue of Life.